# Molyhos nyír
A molyhos nyír (Betula pubescens) a bükkfavirágúak (Fagales) rendjébe, ezen belül a nyírfafélék (Betulaceae) családjába tartozó fafaj.
Egyéb nevei: szőrös nyír vagy lápi nyír.

## Előfordulása
A molyhos nyír nyír- és fűzlápokon Észak- és Közép-Európában honos, délen leginkább a hegyvidékeken fordul elő, 1600 méter magasságig. Számos változata van. Izland legelterjedtebb őshonos fafaja.

## Alfajai
- Betula pubescens subsp. tortuosa (szinonimái: Betula pubescens subsp.  czerepanovii, Betula tortuosa, Betula czerepanovii).

## Megjelenése

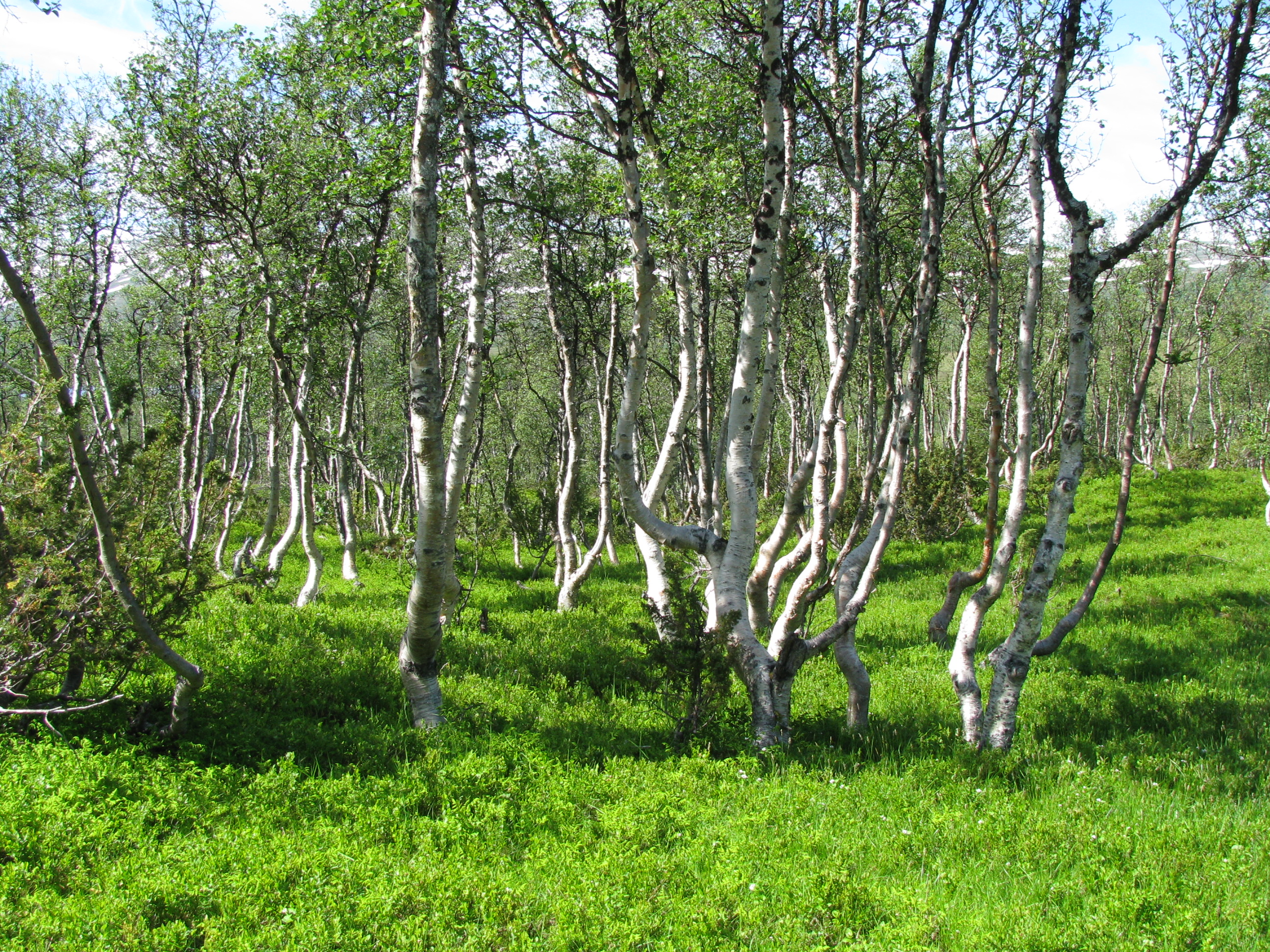
A Betula pubescens subsp. tortuosa alfajból való fák

A molyhos nyír nagy bokor vagy kisebb fa, de 15-25 méter magasra is megnőhet. A közönséges nyírhez hasonlít, de koronája kevésbé karcsú. Citológiai eltérések is vannak köztük, a közönséges nyír diploid, míg a molyhos nyír tetraploid kromoszómaszámú. Ágai gyakran kissé csavartak, meredeken felállók, felül szétterülnek, a vesszők vége nem bókol. A kéreg világosbarnás, helyenként ezüstfehér is lehet, de a törzs alsó részén nem találunk rajta sötét színű, repedezett, varas mezőket, mint a közönséges nyírnél. Levelei csak egyszer fűrészes szélűek, körvonaluk kerekdedebb, inkább tojás, mint rombusz alakúak, a közepükön és nem az alsó harmadukon vagy a válluknál a legszélesebbek. Fonákjukon, az érzugokban pelyhes szőrösek.

## Életmódja
A molyhos nyír a tartósan nedves, nyirkos, tápanyagban közepes, bázisokban szegény, savanyú talajokat kedveli. A virágzási ideje április–május között van.

## Termesztett változatai
- Betula pubescens 'Pendula' – mára kihalt[2]
- Betula pubescens 'Pendula Nana' – mára kihalt[2]

## Képek

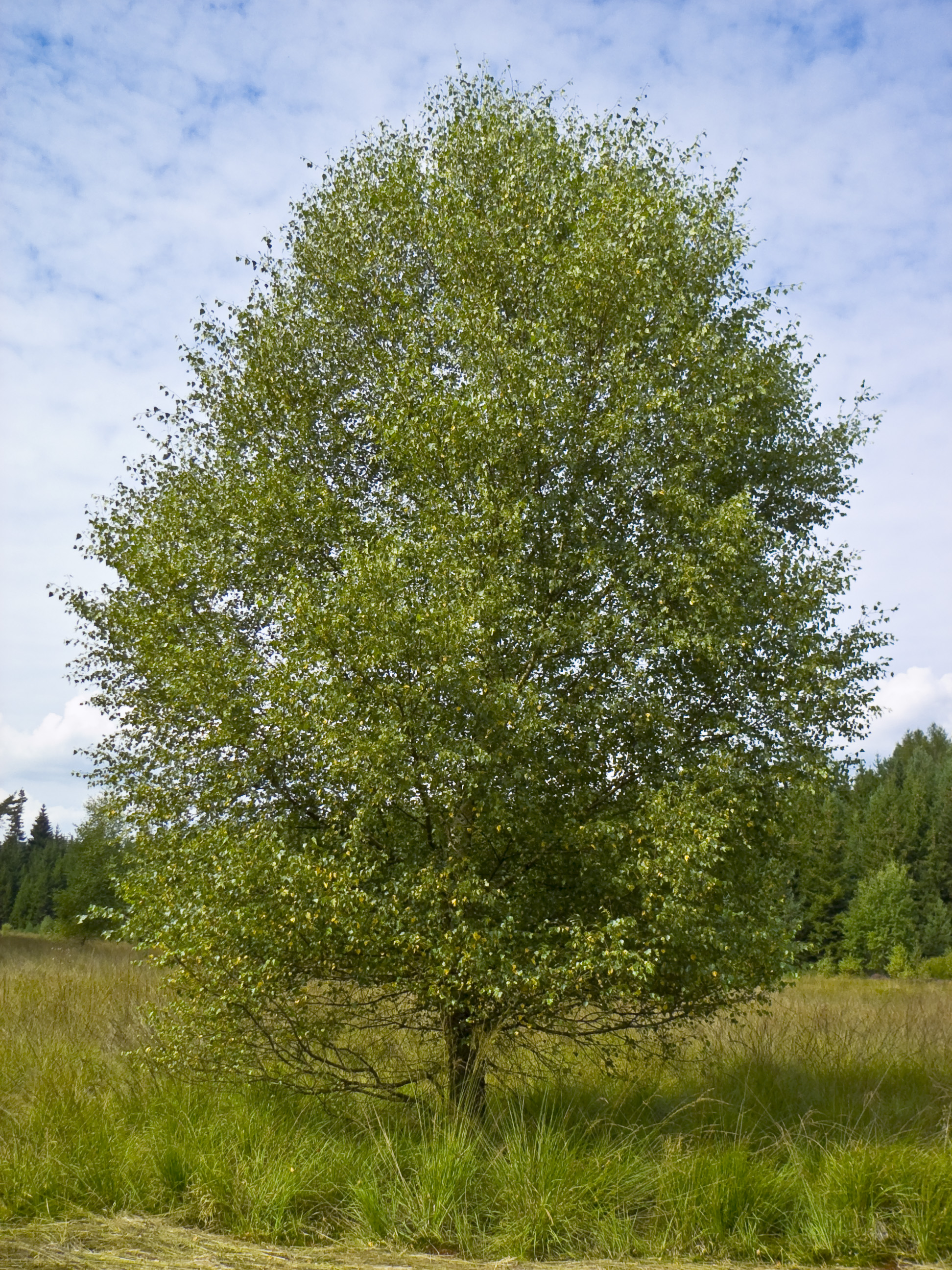
A fa nyáron
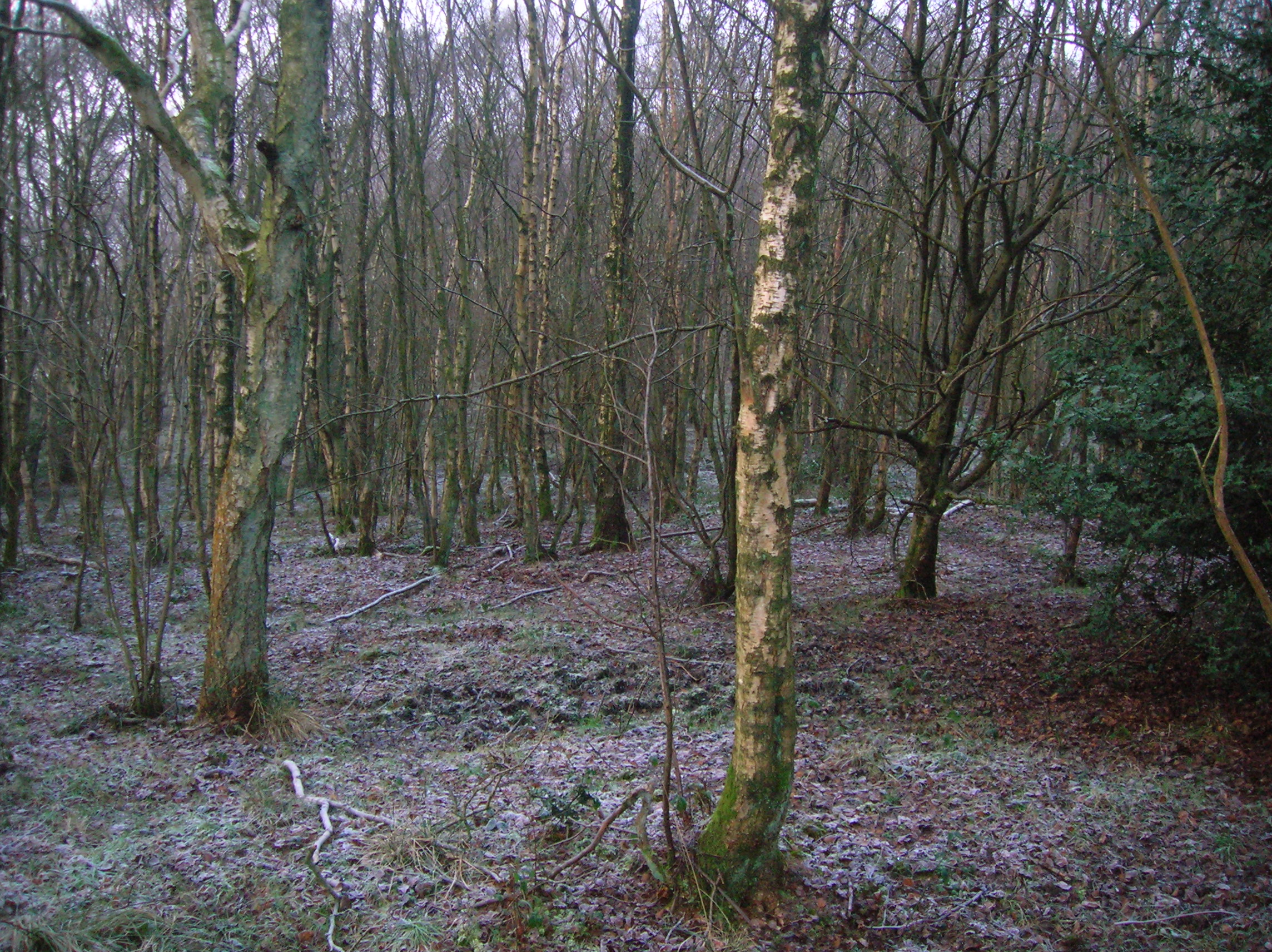
Molyhos nyírfák télen
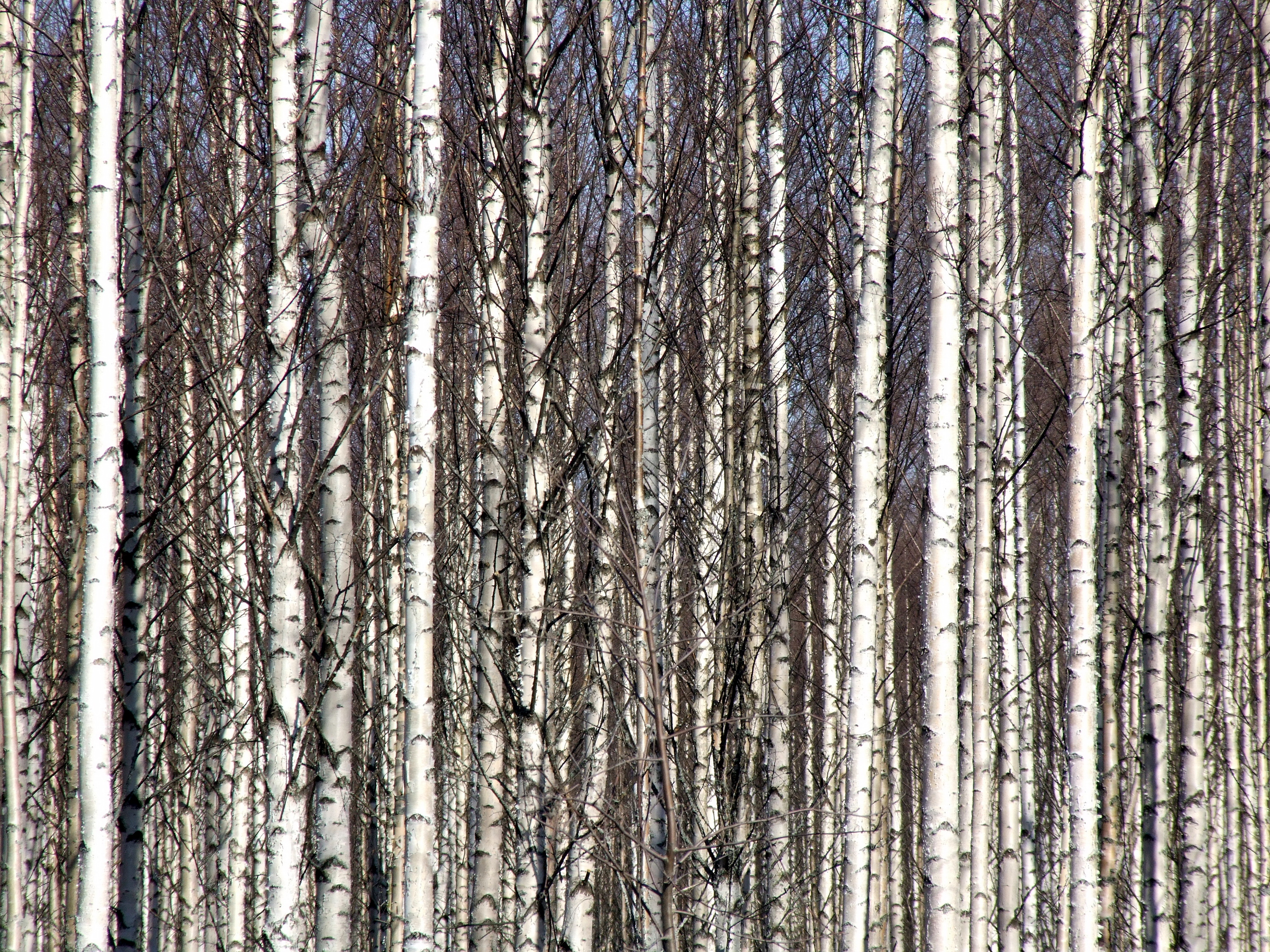
Kérge
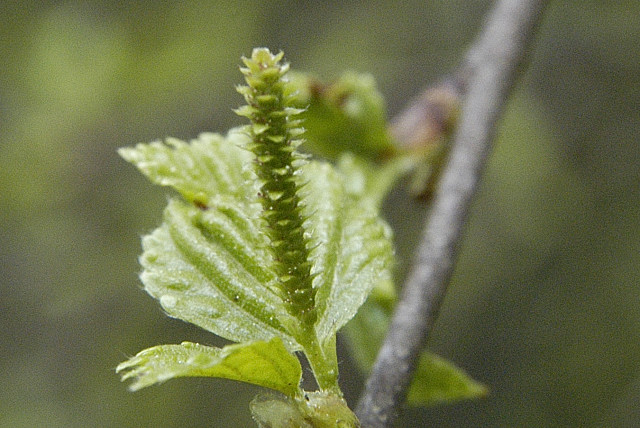
Barkája
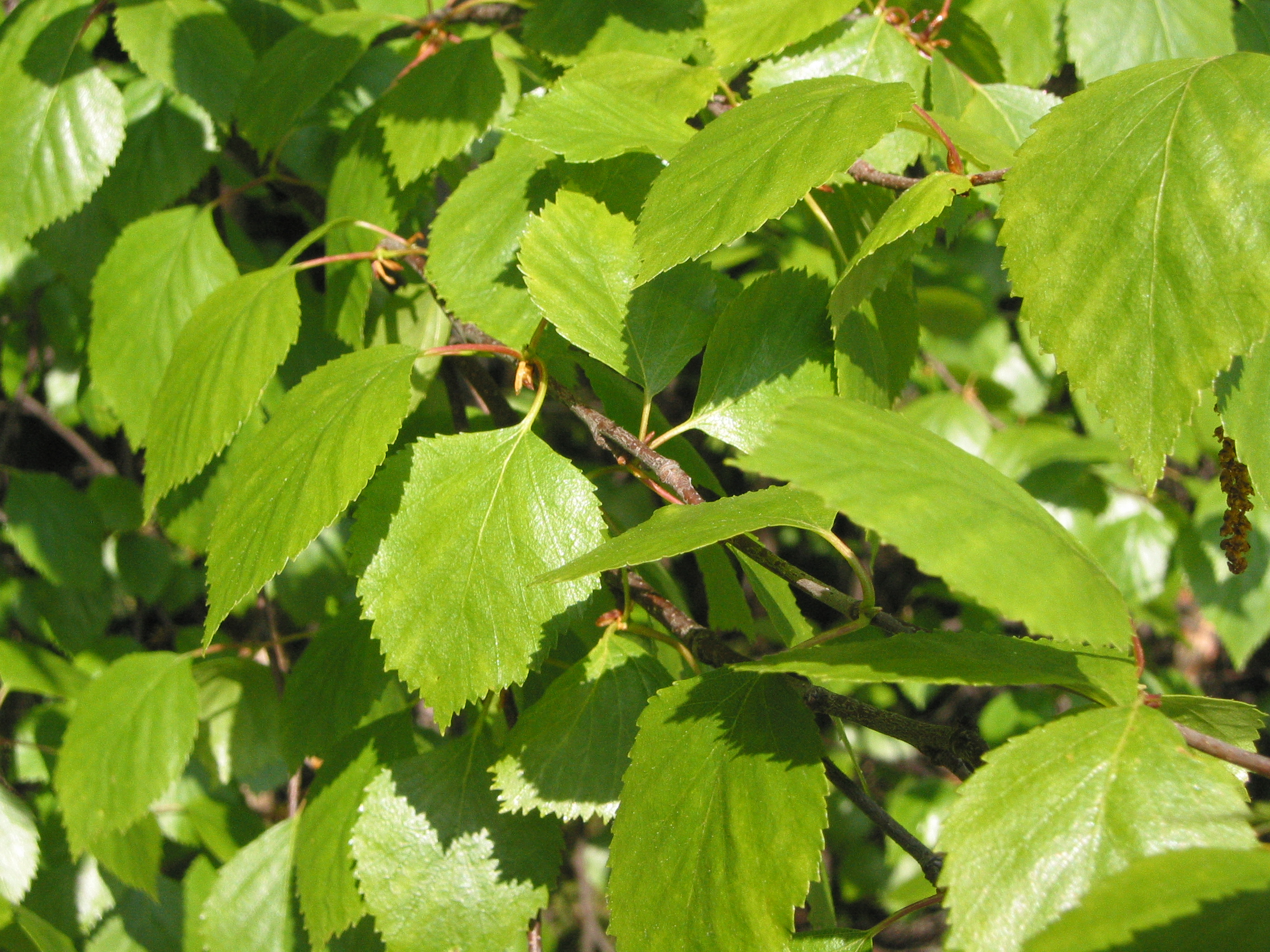
Levelei
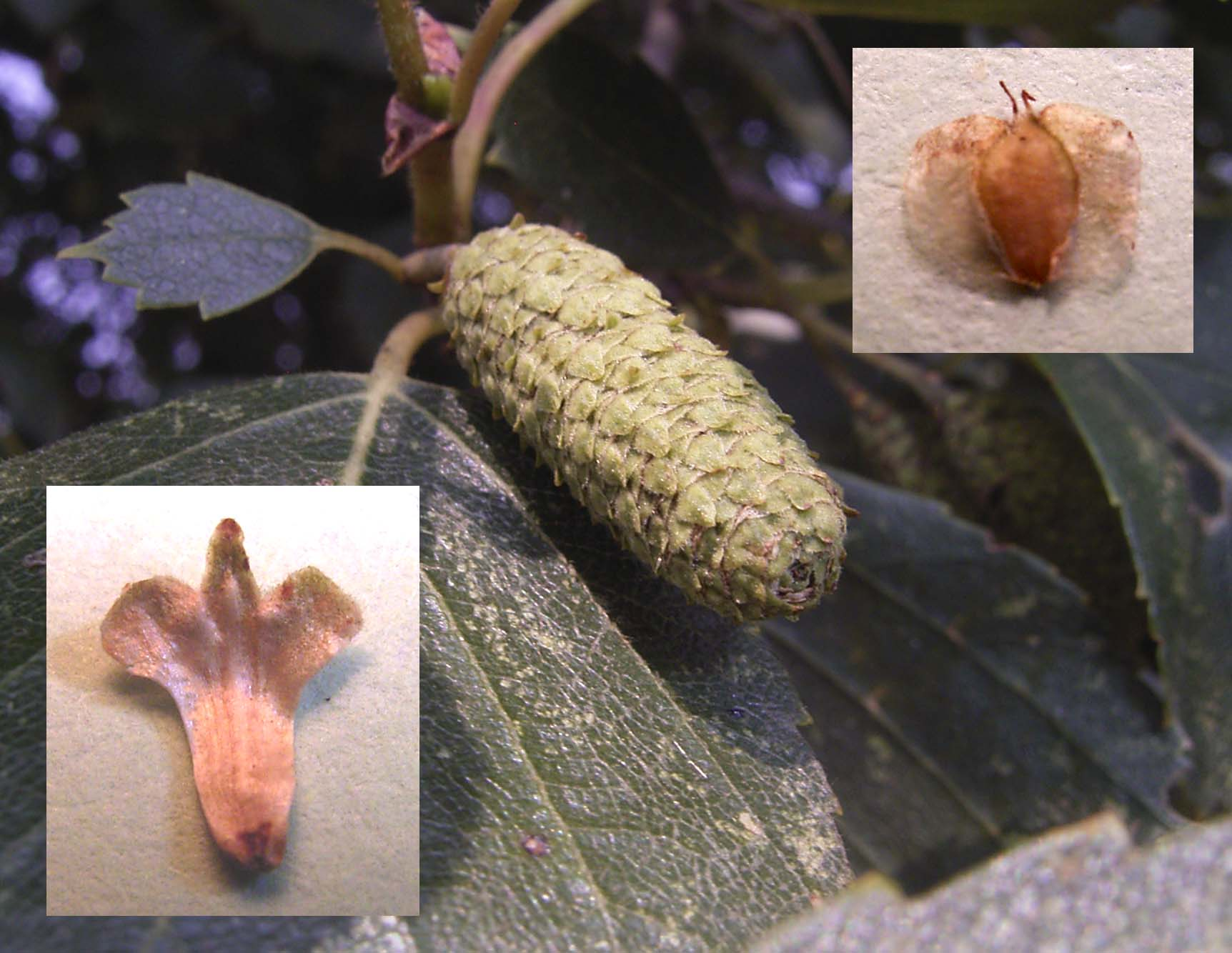
Magok
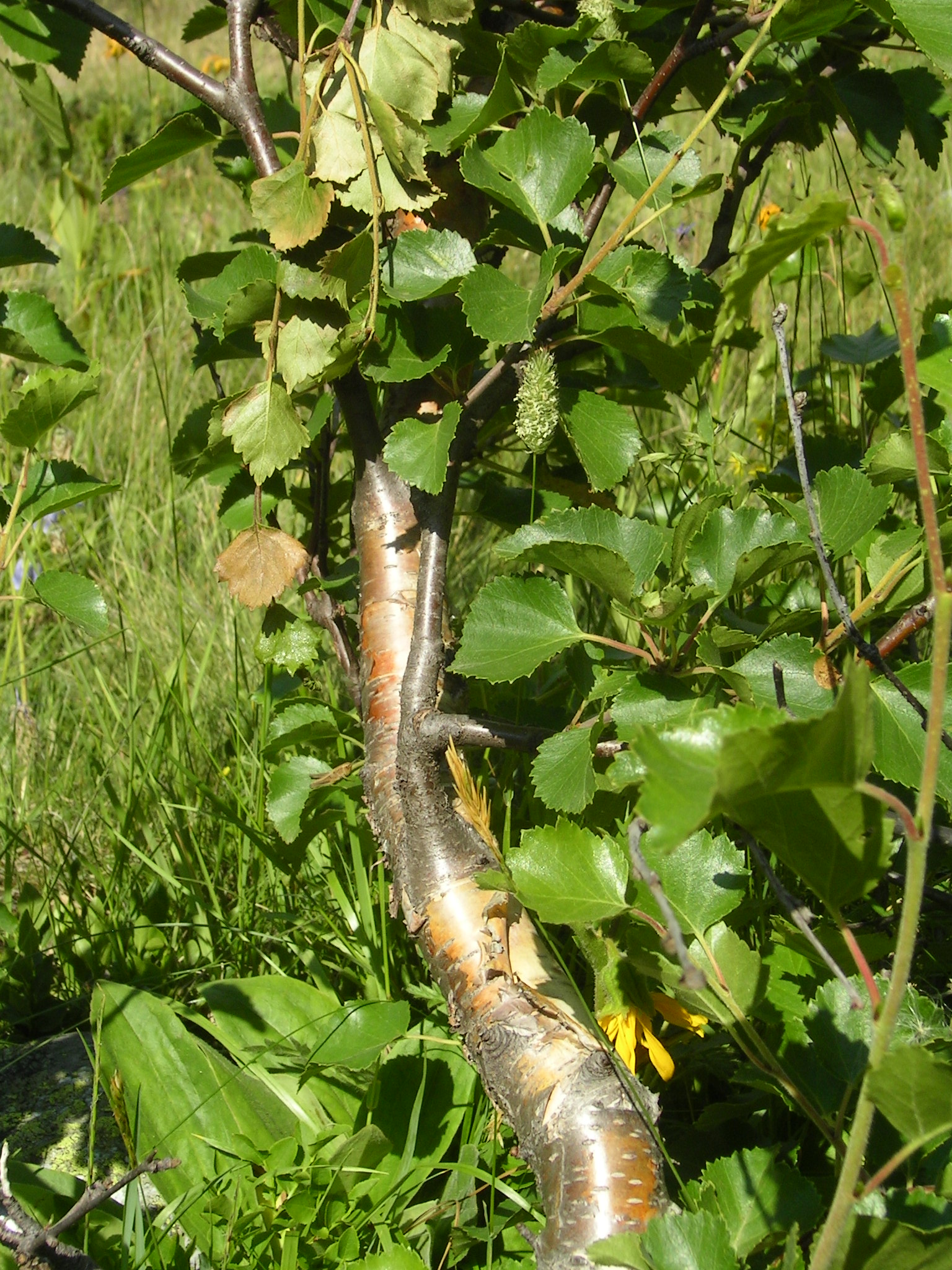
Fiatal leveles fa